# Мёнх, Конрад
Конрад Мёнх (Conrad Moench, 15 августа 1744, Кассель — 6 января 1805, Марбург) — немецкий фармацевт, химик, профессор ботаники Марбургского университета.

## Краткая биография
Автор ряда работ по ботанике, с 1781 года профессор ботаники в Касселе, с 1786 года и до конца жизни — профессор ботаники в Марбургском университете, в котором в 1792 году организовал учебно-исследовательскую лабораторию по изучению химии и фармацевтики; основатель ботанического сада в Марбурге.
Будучи оппонентом Карла Линнея и последователем Фридриха Медикуса, Мёнх пытался разработать свою систему классификации растений, делившую весь растительный мир на восемь классов. Первые семь классов, включающие явнобрачные растения, делились на девять порядков каждый; восьмой класс составляли тайнобрачные: папоротники, мхи, печёночники и губки. Своей классификацией Мёнх пытался улучшить систему Линнея, однако, система Линнея получила широкое распространение, разработки же Мёнха были забыты.
Наиболее известная его работа — «Methodus plantas horti botanici et agri Marburgensis»; в ней содержится описание флоры окрестностей Марбурга согласно разработанной автором классификации растений. В своих работах Мёнх описал около 200 родов растений и множество видов.

## Названы в честь Мёнха
Именем Конрада Мёнха были названы несколько родов растений, например, Moenchia Roth (1788) и Moenchia Medik. (1790), но в современной номенклатуре закрепилось только название Moenchia Ehrh. (1788) семейства Гвоздичные (Caryophyllaceae).

## Работы
- Enumeratio plantarum indigenarum Hassiae praesertim inferioris. Sumptibus auctoris, Kassel 1777 (лат.)
- Bemerkungen über einige einfache und zusammengesetzte Arzneymittel. Fleischer, Frankfurt 1781
- Verzeichniß ausländischer Bäume und Stauden des Lustschlosses Weissenstein bey Cassel. Fleischer, Frankfurt, Leipzig 1785.
- Methodus plantas horti botanici et agri Marburgensis : a staminum situ describendi / auctore Conrado Moench. Marburgi Cattorum : in officina nova libraria academiae 1794 (лат.)
- Systematische Lehre von denen gebräuchlichsten einfachen und zusammengesezten Arzney-Mitteln. Marburg, 1792—1795
- Einleitung zur Pflanzen-Kunde. Akademischen Buchhandlung, Marburg, 1798 (нем.)
- Arzneymittellehre der einfachen und zusammengesetzten gebräuchlichen Mittel. Marburg, 1800 (нем.)
- Supplementum Ad Methodum A Staminum Situ Describendi. Marburg, 1802